# 玉井礼一郎
玉井 礼一郎（玉井 禮一郎、たまい れいいちろう、1932年7月27日 - ）は、日本の宗教家、文筆家、翻訳家、出版者。別筆名に、陶郷 栄一、安立行、玉井 日礼。

## 略歴
山口県出身。早稲田大学文学部中退。
創価学会を脱退し、妙法蓮華宗教祖となる。たまいらぼ出版代表取締役。
1981年『マルティン・フィエロ パンパスの吟遊ガウチョ』で日本翻訳文化賞 (平松)受賞。

## 著書
- 『小説創価学会 第1部 (凡夫流転)』（陶郷栄一名義、流動） 1976
- 『小説創価学会 第2部 (鶴と歯車)』（陶郷栄一名義、流動出版） 1978
- 『創価学会の興亡 第1部』（たまいらぼ） 1989
- 『日蓮大聖人自伝』（玉井日礼名義、たまいらぼ） 1993
- 『Zファイル シャンバラの秘宝』（玉井禮一郎名義、たまいらぼ出版） 1998

### 共編著
- 『日蓮大聖人自伝』（安立行名義編著、たまいらぼ） 1980
- 『拝啓ブラジル大統領閣下!! 祖国愛を裁いた「勝ち組」事件の解決を』（編著、たまいらぼ） 1984
- 『食は運命を左右する 現代語訳『相法極意修身録』』（水野南北、訳、 松原日治監注、たまいらぼ） 1984
- 『食は運命を左右する 続』（水野南北、校注、たまいらぼ） 1985
- 「石原莞爾選集」全10巻（編、たまいらぼ） 1985 - 1986
- 『大本尊ふたたび出現す 隠されていた日蓮大聖人の本懐』（編著、たまいらぼ） 1986
- 『創価学会の悲劇』（編著、たまいらぼ） 1988
- 『立正安世論 1 (仏教予言と究極の救済法)』（小牧久時共著、たまいらぼ） 1991
- 『立正安世論 2 (日蓮正宗・阿部日顕上人へ 1)』（小牧久時共編著、たまいらぼ） 1991
- 『立正安世論 3 (日蓮正宗・阿部日顕上人へ 2)』（小牧久時共著、たまいらぼ） 1991
- 『台北問答 妙法蓮華宗vs日蓮正宗』（編著、たまいらぼ） 1991
- 『正信会よ、おまえもか! (Sutra 1)』（玉井日礼名義編著、たまいらぼ） 1993
- 『弘宣教典 何を広宣流布するのか!』（玉井日礼とその一門、たまいらぼ） 1993
- 『石原莞爾選集』（編、たまいらぼ） 1993
- 『法華経は国運を左右する 寺内大吉・玉井日礼対談』（玉井日礼名義編著、たまいらぼ） 1994
- 『「オウムの乱」と最終戦争』（石原莞爾, 海治広太郎共著、たまいらぼ） 1995
- 『大石寺の「罪と罰」』（玉井日礼名義, 阿部日顕, 菅田正昭, 大木道恵共著、玉井禮一郎編、たまいらぼ出版） 1997

## 翻訳
- 『ブラジルレポート』（ビゾン誌 編、たまいらぼ） 1974
- 『マルティン・フィエロ パンパスの吟遊ガウチョ』（ホセ・エルナンデス、大林文彦共訳、たまいらぼ） 1981